# Dolmen von Commun

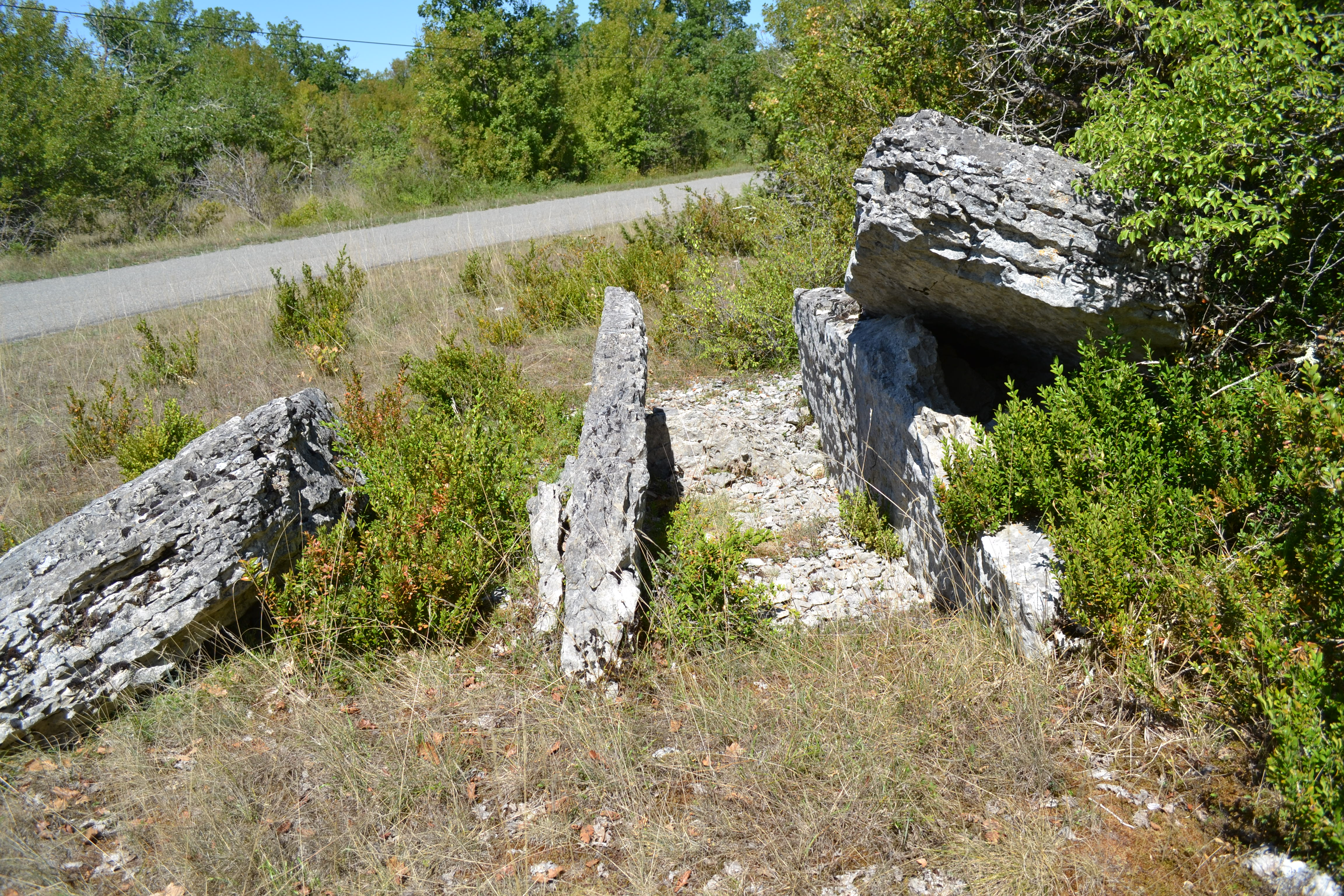
Dolmen de Commun

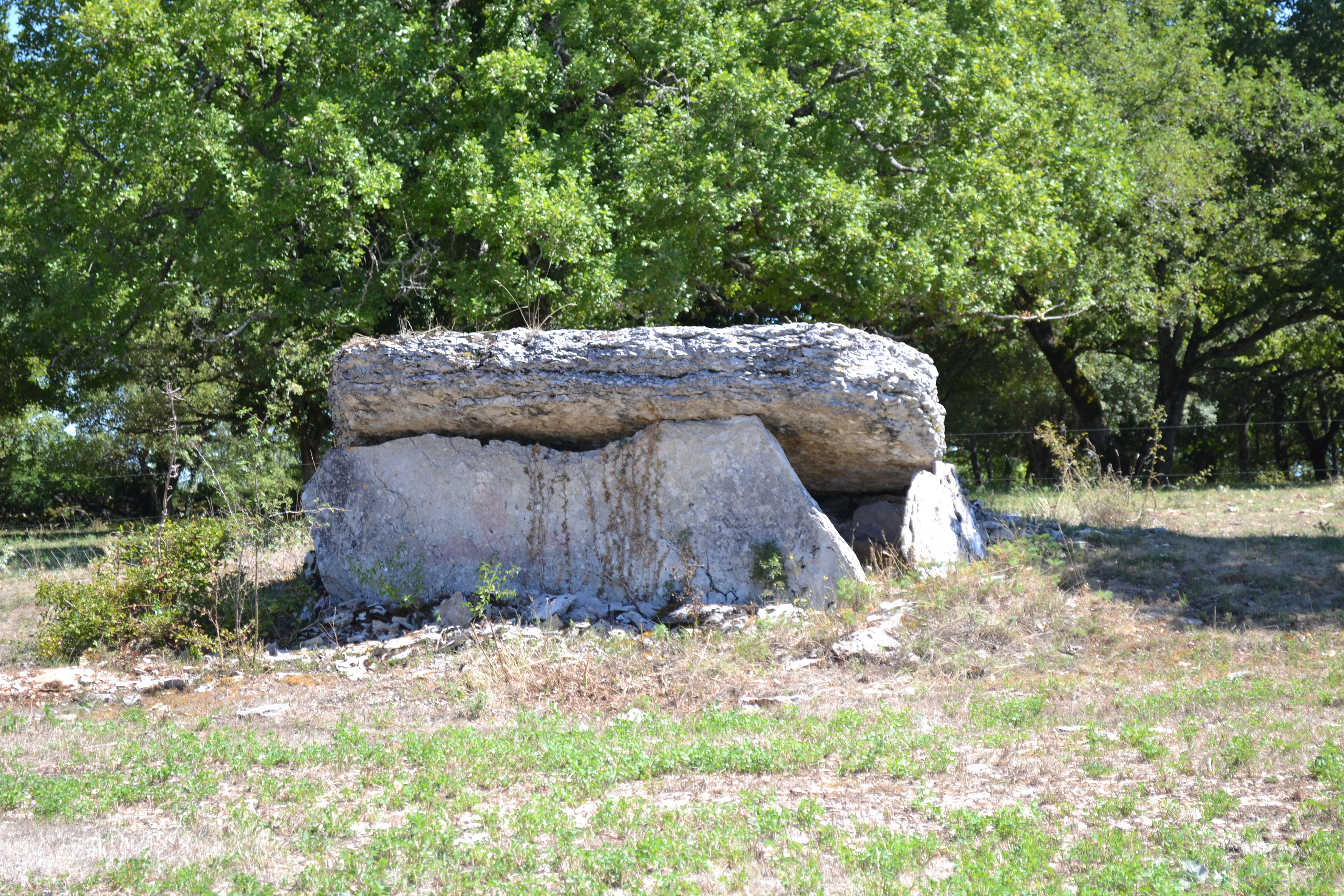
Dolmen Peyre-Gagès

Die Reste des Dolmens von Commun (auch Dolmen du Pech Grillé oder Dolmen de Igue genannt) liegen direkt östlich der Straße D143 in Calvignac im Département Lot in Frankreich. Dolmen ist in Frankreich der Oberbegriff für neolithische Megalithanlagen aller Art (siehe: Französische Nomenklatur).
Der mittig längsgeteilte Deckstein liegt neben den stehengebliebenen Tragsteinen der Kammer. Das Ergebnis sind vier parallele stehende oder liegende Steinplatten, von denen die eine Decksteinhälfte schräg gegen einen der Tragsteine lehnt. Alle übrigen Steine fehlen. Der Dolmen war wesentlich größer als viele andere in der Region. Die Kammer war etwa 3,5 Meter lang und 1,2 Meter breit, mit einem etwa 5,0 Meter langen und einst 3,0 Meter breiten Deckstein. 
Nördlich liegt der ebenso stark beschädigte Dolmen Peyre Gagès.